# Stellaria debilis
Stellaria debilis är en nejlikväxtart som beskrevs av Urv. Stellaria debilis ingår i släktet stjärnblommor, och familjen nejlikväxter. Inga underarter finns listade i Catalogue of Life.